# フィーバークィーンII
フィーバークィーンIIは、1993年6月にSANKYOが開発、発売したトランプをモチーフとしたドラム型デジパチ。
保留玉連荘機。『フィーバーキングII』の後継機。当時、販促用ポスターに書かれていたキャッチコピーは「麗しきトランプジャック世界（ワールド）へ、ようこそ、クィーンな情熱舞い上がれ」であった。

## 特徴
- 『フィーバーキングII』で採用された「デカドラム」を採用。
- 『フィーバーキングII』同様、リーチがいったん外れて再始動する演出がある。特に、一度大当たりを通り過ぎて戻るという演出が追加された。
- 5ラインが有効。シングルリーチ時とダブルリーチ時のリーチ中のBGMが異なる。
- 大当たり時の効果音は前作の『キング』が「キーン!（キング）」であることに対し、『クィーン』では「ギュィーン!（クィーン）」である。
- 同社初の「ワープルート」を搭載。
- 電源投入時はリールが自動周回しセンターに赤7が揃う。
- 連続V入賞規制で大当たりチャッカーのVが貯蓄形式となっており、この仕様はわずかながらパンクの要因ともなった。
- 連続回転中は出目に若干の法則性があった。また、ある程度回転中にリーチを予測することができた。リーチ時は中ドラムは前回の停止目で止まることが多く、停止直前まで回転速度が変わらない。また、右リールは左リール停止後必ず5コマ先で停止するため、回転中に左と右の速度が減速後に一致し、右の絵柄が左の絵柄の5コマずれでリーチの組み合わせがある場合かつ中リールの回転速度が変わらない場合、リーチがかかる可能性が高い。
- ダブルリーチは7図柄を基準に動作する。したがって、赤7とJOKERのダブルリーチでは、JOKER図柄で当たる場合には最短で停止したり、最長（7図柄が行き過ぎた形）からの1コマすべりなどのイレギュラーな当たり方をする。

## 保留玉連荘
- 中リールに0～22のカウンタ値を持ち、左右絵柄でリーチがかかった場合に大当たりを判定するという2段階抽選となっている。大当たり直後は中リールカウンタが大当たり判定値の0に書き換わることがある。そのため大当たり直後は自力でリーチがかかると連荘しやすい。このためリーチの有無は「惜しい」といえる。ただし、例外として各ダブルリーチの片側、上段の「A」、下段の「FEVER」、右上がりの「JOKER」、右下がりの「JACK」は中リールカウンタ値が2の場合に大当たりと判定するため、逆に保留玉連荘しにくい。

## スペック
- 『フィーバークィーンII』（1993年6月）
  - 大当たり確率 約1/254（正確には、1/253.535）
  - 賞球数 7&15 大当たり16R10C

※大当たり確率の値はメーカー発表

## シリーズ機
- 『フィーバーキングII』発売（本機種の前身機）（1992年10月）
- 『フィーバークイーンDI』（発売はダイドー（現ビスティ）、メーカー発表確率は微妙に異なるものの（この当時はメーカー発表の確率は曖昧であった）解析上、内部抽選プログラムは同じ。音声ROMが異なる以外は中身はクィーンIIとまったく同じ。ただし保留玉連荘時の挙動が異なり、クィーンIIであったリーチ時の例外ラインというものはなく、全てのリーチでチャンスとなっている。本機種と同時発売）
- 『CRフィーバークィーンJX』、『フィーバークィーンJX』（1997年4月）
- 『フィーバーメガクィーンEX』、『CRフィーバーメガクィーンGP』（1997年11月）
- 『フィーバーネオクィーンDX』、『CRフィーバーネオクィーンJX』、『CRフィーバーネオクィーンMX』、『CRフィーバークィーンII』（2004年4月）
- 『CRフィーバークィーンZERO ST4』、『CRフィーバークィーンZERO ST7』（2006年10月）
- 『CRフィーバークィーン』（2014年11月）
- 『CRFクィーン DX』（2016年12月）、『CRFクィーン MX』（2017年3月）※本機以降パチンコ機の発売はジェイビー（SANKYOのグループ会社）が担当。
- 『CRFクィーン2018』（2018年2月）、『CRFクィーン2018 ZERO』（2018年2月）、『CRFクィーン2018 DS』（2018年2月）
- 『Pフィーバークィーン』（2020年10月）、『Pフィーバークィーン ごらく Ver.』（2020年10月）
- 『フィーバークィーンI』（2001年、パチスロ機、ビスティ）
- 『パチスロフィーバークィーンII』（2019年、パチスロ機、ビスティ）

## 関連商品
- ゲーム機
  - 『銀玉親方の実戦パチンコ必勝法』（1995年2月17日、サミー、スーパーファミコン用ゲームソフト）
  - 『Victory ZONE2』（1996年9月、ソニー・コンピュータエンタテインメント、プレイステーション用ゲームソフト）
  - オンラインゲームサイト『777town.net』にてフィーバークィーンIIがプレイ可能である。
- 音楽CD
  - 『パチンコ・ミュージック・フロムSANKYO～FEVER WARS～』（キングレコード、1994年11月23日、KICA-1154）
  - 『SANKYO FEVER SOUNDS～ザ・パチンコ・ミュージック・フロム SANKYO 6～』（キングレコード、1998年8月21日、KICA-1214）
  - 『パチンコ着メロ from SANKYO』（キングレコード、2000年6月7日、KICA-1234）